# Швеція на зимових Олімпійських іграх 2006
Швеція брала участь у Зимовій Олімпіаді 2006 року у Турині удвадцяте. Країну представляли 106 спортсменів (63 чоловіків та 43 жінки) у 9 з 15 видах спорту. Швеція здобула 14 медалей (7 золотих, 2 срібні та 5 бронзових), посівши у загальнокомандному заліку 6 місце.

## Медалісти
| Даніель Альфредссон |  | Кенні Єнссон     |  | Мікаель Самуельссон |  |
| Пер-Юган Аксельссон |  | Ніклас Крунвалль |  | Даніель Седін       |  |
| Хрістіан Бекман     |  | Ніклас Лідстрем  |  | Генрік Седін        |  |
| Петер Форсберг      |  | Стефан Лів       |  | Матс Сундін         |  |
| Міка Ганнула        |  | Генрік Лундквіст |  | Ронні Сундін        |  |
| Ніклас Гевелід      |  | Фредрік Мудін    |  | Мікаель Телльквіст  |  |
| Томас Гольмстрем    |  | Маттіас Елунд    |  | Деніель Чернквіст   |  |
| Єрген Єнссон        |  | Самуель Польссон |  | Генрік Зеттерберг   |  |

| Сесілія Андерссон |  | Нанна Янссон      |  | Марія Руут        |  |
| Гунілла Андерссон |  | Єнні Ліндквіст    |  | Даніела Рундквіст |  |
| Єнні Ассергольт   |  | Крістіна Лундберг |  | Тереза Шеландер   |  |
| Енн-Луіз Едстранд |  | Кім Мартін        |  | Катаріна Тімглас  |  |
| Юа Ельфсберг      |  | Фріда Невалайнен  |  | Анна Вікман       |  |
| Емма Еліассон     |  | Емілі О'Конор     |  | Пернілла Вінберг  |  |
| Еріка Гольст      |  |                   |  |                   |  |